# Der Tod fährt mit
Der Tod fährt mit ist ein deutsch-südafrikanischer Spielfilm aus dem Jahre 1962 mit Sonja Ziemann und Helmut Schmid in den Hauptrollen.

## Handlung
Ricky hat 1500 südafrikanische Pfund Spielschulden. Nur drei Tage bleiben ihm, um das Geld irgendwie zu beschaffen. Das ausgerechnet sein alter Freund Joe ihm die Nachricht überbringt, um ihm dann eiskalt zu verkünden, dass er, der Geldeintreiber, bei Nichterfüllung ihn, Ricky, im Namen seiner Auftraggeber umzubringen hätte, ist für den Freund ein Schock. Ricky sieht keine andere Möglichkeit, als sich so schnell wie möglich aus dem Staub zu machen. Er klaut kurzerhand Joes Auto und braust los. Wenig später rennt ihm eine junge Frau vor die Kühlerhaube. Im letzten Moment gelingt es dem Flüchtigen, auszuweichen. Ricky springt aus Joes Wagen, der daraufhin unkontrolliert an den Fahrbahnrand rast und über die Klippe in eine Schlucht hinunterstürzt. Bei der verzweifelten Frau handelt es sich um die Malerin Maria. Sie erzählt ihm, dass sie sich umbringen wollte, denn soeben habe sie erfahren, dass sie innerhalb kürzester Zeit erblinden wird, falls sie nicht operiert werde. Diese Operation ist teuer: sie benötigt für den Eingriff 2000 Pfund, die sie nicht hat.
Da also beide beträchtliche Geldprobleme besitzen und ihr Weiterleben von der Beschaffung einer bestimmten Geldsumme abhängt, kommen Maria und Ricky auf eine bizarre Idee, die am Ende wenigstens einen der beiden das Leben retten würde: Sie beschließen, dass jeder von ihnen eine Unfallversicherung bei der Eisenbahngesellschaft abschließen soll und tragen jeweils den Namen des anderen als Begünstigten im Todesfall ein. Während der Zugfahrt lassen Ricky und Maria nun sämtliche zivilisatorische Verhaltensnormen fahren und versuchen sich (mit nicht allzu großem Elan) gegenseitig umzubringen. Bei dem Kampf um Leben und Tod kommen sie sich jedoch unerwarteterweise näher. Was Maria jedoch nicht weiß: Ehe beide in den Zug stiegen, hat Ricky seinen Kumpel Joe beauftragt, heimlich zuzusteigen und für ihn Maria zu beseitigen, denn so könne er, versucht Ricky Joe zu locken, seine Spielschulden an Joes Boss endlich zurückzahlen. In der Einöde Südafrikas kommt es schließlich zum Showdown der Drei.

## Produktionsnotizen
Der Tod fährt mit entstand 1962 in freier Natur und einem Zug Südafrika. Die deutsche Erstaufführung war am 21. August 1962. In Südafrika war der Streifen unter dem Titel Journey Into Nowhere ab dem 5. März 1963 zu sehen.
Ziemann und Schmid hatten bereits im Vorjahr gemeinsam vor der Kamera gestanden. Auch in der Handlung von … denn das Weib ist schwach ging um viel Geld.
Der Film war zur Zeit seiner Uraufführung bereits überholt; das südafrikanische Pfund existierte nur bis 1961.

## Kritiken
„Der Film wurde in Südafrika in schöner Landschaftskulisse in schwarzweiß gedreht. Die Story ist zwar ganz nett, plätschert aber größtenteils vor sich hin. Selbst im Zug, wo das Katz und Maus-Spiel beginnt, kommt kaum Spannung auf, die Mordversuche sind bestenfalls halbherzig. Erst als sich die beiden Widersacher ineinander verlieben und von Joe in der abgelegenen Steppe eine Menschenjagd inszeniert, spitzt sich die Lage zu. Die beiden Deutschen, Sonja Ziemann (Die Diebin von Bagdad) und Helmut Schmid (Die Nackte und der Satan), sowie Tony Wright (Callaghan schlägt zu) machen ihre Sache hier ordentlich, können aber auch nicht wirklich begeistern.“
Im Lexikon des Internationalen Films heißt es: „Eine ebenso unglaubwürdige wie langatmige Gangstergeschichte mit zahlreichen Brutalitäten, angesiedelt in Südafrika.“